# Marlow (Nou Hampshire)
Marlow és una població dels Estats Units a l'estat de Nou Hampshire. Segons el cens del 2000 tenia 747 habitants.

## Demografia
Segons el cens del 2000, Marlow tenia 747 habitants, 292 habitatges, i 221 famílies. La densitat de població era d'11,1 habitants per km².
Dels 292 habitatges en un 33,2% hi vivien nens de menys de 18 anys, en un 67,1% hi vivien parelles casades, en un 5,5% dones solteres, i en un 24% no eren unitats familiars. En el 17,1% dels habitatges hi vivien persones soles el 6,8% de les quals corresponia a persones de 65 anys o més que vivien soles. El nombre mitjà de persones vivint en cada habitatge era de 2,56 i el nombre mitjà de persones que vivien en cada família era de 2,89.
Per edats la població es repartia de la següent manera: un 24,9% tenia menys de 18 anys, un 5,9% entre 18 i 24, un 27,6% entre 25 i 44, un 28,5% de 45 a 60 i un 13,1% 65 anys o més.
L'edat mediana era de 40 anys. Per cada 100 dones de 18 o més anys hi havia 102,5 homes.
La renda mediana per habitatge era de 45.000$ i la renda mediana per família de 47.813$. Els homes tenien una renda mediana de 29.653$ mentre que les dones 22.273$. La renda per capita de la població era de 18.810$. Entorn del 2,7% de les famílies i el 4,1% de la població estaven per davall del llindar de pobresa.